# Gare des Trois-Chênes
Gare des Trois-Chênes – przystanek kolejowy w Belfort, w departamencie Territoire de Belfort, w regionie Burgundia-Franche-Comté, we Francji. Jest zarządzana przez SNCF (budynek dworca) i przez RFF (infrastruktura).
Przystanek jest obsługiwany przez pociągi TER Pays de la Loire.

## Położenie
Znajduje się na linii Paryż – Miluza, w km 440,2, między stacjami Bas-Évette i Belfort, na wysokości 372 m n.p.m.

## Linie kolejowe
- Paryż – Miluza